# Convallaria
- Commons
- Wikispecies

Convallaria L. é um género botânico pertencente à família Ruscaceae.

## Espécies
- Convallaria majalis L.
- Convallaria majuscula Greene
- Lista completa

## Classificação do gênero
| Sistema | Classificação                     | Referência               |
| ------- | --------------------------------- | ------------------------ |
| Linné   | Classe Hexandria, ordem Monogynia | Species plantarum (1753) |